# 谷田泰
谷田 泰（たにだ やすし、1964年 - ）は、日本の実業家、株式会社タニタハウジングウェア代表取締役社長、株式会社タニタ社外取締役、屋根換気メーカー協会会長、緑のカーテンの応援団副理事長、一般財団法人軽井沢南原文化会評議委員。

## 人物・経歴
1964年、東京都板橋区生まれ。父はタニタハウジングウェア2代目社長の谷田剛一。母は水沢計子（東京海上火災保険専務・水沢謙三の長女）。
1987年、立教大学経済学部経済学科卒業。大学卒業後、住友林業に入社し、住宅の営業に従事する。
1996年、祖父・谷田五八士が創業した会社の一つであるタニタハウジングウェアに入社。翌年には東京青年会議所に入会。ドラッカー直伝の経営学を国永秀男から学ぶ。
2003年、同社代表取締役社長就任。代表就任後、3ヶ月間かけて全国の取引先を訪問した際、そこで過去の良い時代の話ばかりを聞き、期待されない会社になっていることを実感し、新たな価値を創造しようと“雨のみちをデザインする”というコンセプトを立ち上げ、事業改革を進める。
2002年からは板橋区教育委員も務め、3期12年に渡って地域教育にも携わった。
2003年には、板橋区内の仲間と緑のカーテン応援団を立ち上げ、2007年にNPO法人化し、全国に緑のカーテンを広げる活動を実施。東日本大震災で子会社の被災があったこともあり、100ヶ所以上の仮設住宅に緑のカーテンを設置した。
趣味は自転車、マラソン、読書、映画など。